# Zomerpaleis van koningin Anna
Het Zomerpaleis van koningin Anna, Koninklijk Zomerpaleis of Belvedère (Tsjechisch: resp. Letohrádek královny Anny, Královský letohrádek en Belvedér) is een zomerpaleis in renaissancestijl in de Koninklijke Tuinen van de Praagse burcht in de Tsjechische hoofdstad Praag.
Ferdinand I, de koning van Bohemen, liet in 1538 beginnen met de bouw van een zomerpaleis voor Anna van Bohemen met wie hij in 1523 getrouwd was.

## Ligging
Het Zomerpaleis bevindt zich aan het uiterste oosteind van de Koninklijke Tuinen, een complex van tuinen en parken dat zich ten noorden van de eigenlijke burcht evenwijdig aan de burcht uitstrekt. De Tuinen zijn van de burcht gescheiden door de Hertengracht (Jelení příkop ).

## Geschiedenis
De bouw van het Zomerpaleis begon in 1538 onder leiding van de Italiaanse steen- en beeldhouwer Paolo della Stella (ovl. 1552).
Het is een van de belangrijkste en vroegste voorbeelden van de Italiaanse renaissancestijl in Midden-Europa. De begane grond is in zijn geheel omgeven door een rijkversierde arcade met een breedte van 13 traveeën breed en een diepte van 5 traveeën.
De bovenverdieping met zijn koperen dak in de vorm van een omgekeerde kiel is een toevoeging uit de jaren 1560 naar ontwerp van Hans Tirol en Bonifác Wohlmut. Wohlmut was ook de ontwerper van de nog steeds bestaande Koninklijke Tennisbaan in de Koninklijke Tuinen. De bovenverdieping van het Zomerpaleis diende oorspronkelijk als balzaal.
De architectuur van de bovenverdieping heeft geen samenhang met het ontwerp van de begane grond. De verdieping is voorzien van een Dorisch fries en Toscaanse pilasters op de hoeken, wat theoretisch niet correct is boven de Ionische orde van de galerij. De gevelindeling die bestaat uit afwisselend raamopeningen en halfrondgesloten nissen heeft geen relatie met de gevelindeling op de begane grond.
Keizer Rudolf II gebruikte het zomerpaleis om er zijn collecties onder te brengen en voor sterrenkundige observaties. In de negentiende eeuw werd het Zomerpaleis verbouwd tot schilderijengalerij. Hiertoe werd het trappenhuis verbouwd en de grote zaal versierd met scènes uit de geschiedenis van Bohemen naar een ontwerp van Kristián Ruben.
Het Zomerpaleis wordt tegenwoordig als tentoonstellingsruimte gebruikt en als ontvangstruimte ten dienste van de president van de Tsjechische Republiek.

## Beeldhouwwerk

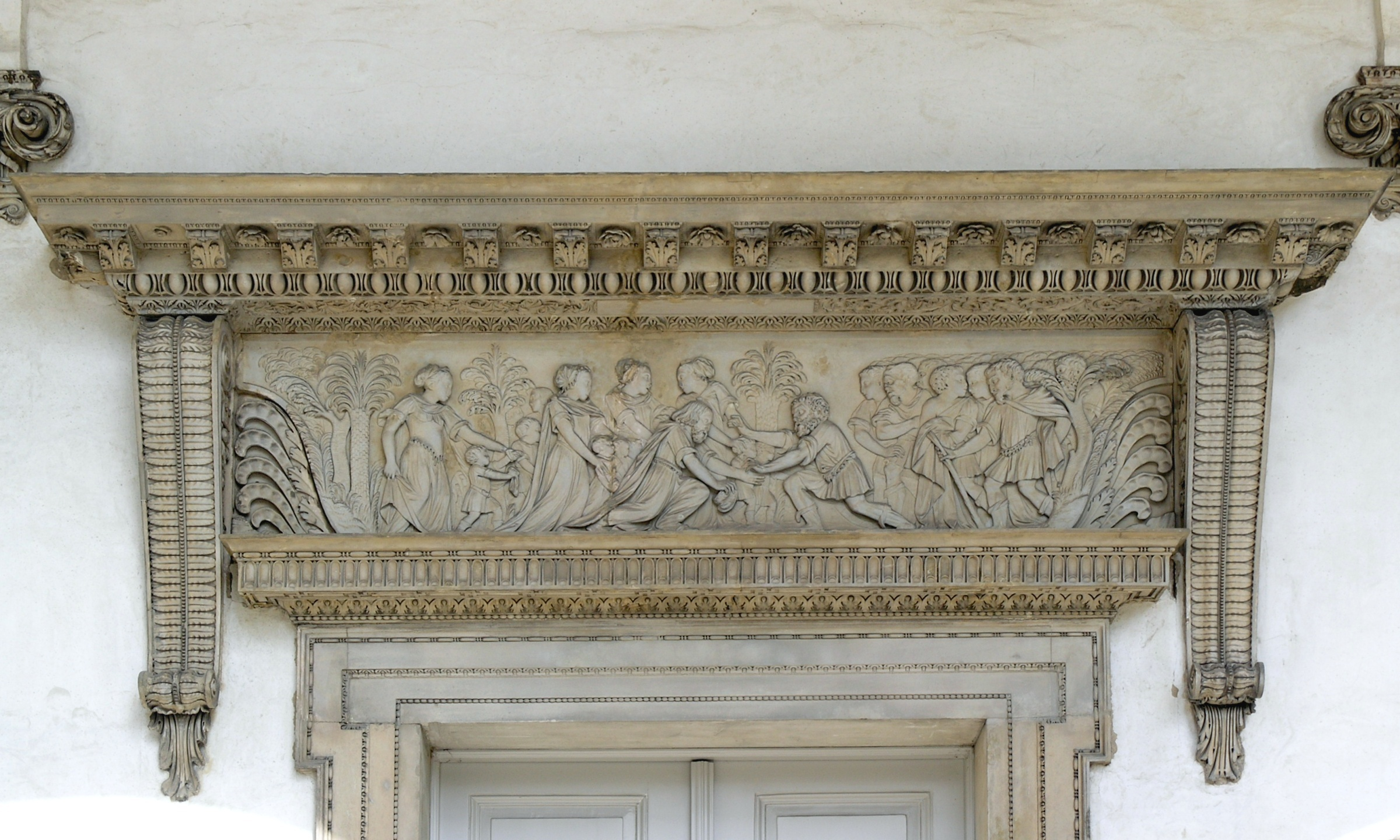
Deuromlijsting. Het beeldhouwwerk van het Zomerpaleis is van een uitzonderlijk hoge kwaliteit.

Een belangrijk deel van de versiering van het Zomerpaleis bestaat uit gebeeldhouwde reliëfs die grotendeels van de hand van Della Stella zijn.
Het belangrijkste beeldhouwwerk wordt gevormd door de balustrade rond het balkon en het fries van het hoofdgestel.
Daarnaast zijn de omlijstingen van deuren en ramen van beeldhouwwerk voorzien. Op de zwikken tussen de bogen van de arcades bevinden zich rechthoekige cartouches met beeldhouwwerk. Ook op de postamenten van de zuilen bevinden zich reliëfs. De arcade wordt gedragen door zuilen met Ionische kapitelen. De schachten zijn echter glad.
De voorstellingen zijn gebaseerd op de mythologie, geschiedenis of zijn allegorisch van aard: er zijn scènes gebaseerd op Ovidius' Metamorphosen, de Geschiedenis van Rome van Livius en op de Trojaanse Oorlog, de Werken van Hercules, de Geschiedenis van Alexander, scènes met bacchanten, satyrs, veldslagen en jachttaferelen.

## Zingende Fontein
In de renaissancetuin voor het Zomerpaleis bevindt zich de zogenaamde Zingende Fontein, deze werd tussen 1564-68 vervaardigd door Tomáš Jaroš, een klokken- en geschutgieter uit Brno. Het ontwerp was van de hand van de hofschilder Francesco Terzio.